# Germplasm Resources Information Network
Germplasm Resources Information Network (GRIN) is een online platform ontwikkeld door het United States Department of Agriculture voor het National Genetic Resources Program dat zich bezig houdt met onderzoek naar Germplasm binnen het National Plant Germplasm System.

## Doel
De site is een bron voor het identificeren van taxonomische informatie (wetenschappelijke namen) en gewone namen van meer dan 500.000 planten (verschillende variëteiten, kruisingen enz.) van 10.000 soorten; zowel soorten gebruikt in landbouw als wilde soorten. Het bevat profielen van planten die invasief of schadelijk zijn, bedreigd of met uitsterven bedreigd zijn, met gegevens over de wereldwijde verspreiding van hun habitat en met paspoortinformatie. GRIN heeft ook een economische plantendatabase.
Het netwerk wordt onderhouden door de Database Management Unit van GRIN (GRIN/DBMU). GRIN staat onder toezicht van het National Germplasm Resources Laboratory (NGRL), dat in 1990 de voorloper van GRIN, het Germplasm Services Laboratory (GSL), verving. Sinds november 2015 draait GRIN op GRIN-Global software, geproduceerd door een samenwerkingsproject tussen het USDA en de Global Crop Diversity Trust.
Oorspronkelijk was de focus op planten maar dit werd later uitgebreid met bacteriën en kleine gewervelden.

## Projecten
- National Plant Germplasm System
- National Animal Germplasm Program
- National Microbial Germplasm Program
- National Invertebrate Germplasm Program